# Harhaj
Harhaj és un poble i municipi d'Eslovàquia. Es troba a la regió de Prešov, al nord del país. La primera referència escrita de la vila data del 1441.

## Demografia
| Godina             | 1994 | 2004   | 2014 | 2024   |
| ------------------ | ---- | ------ | ---- | ------ |
| Nombre de persones | 229  | 250    | 270  | 257    |
| Diferència         |      | +9,17% | +8%  | −4,81% |

| Godina             | 2023 | 2024   |
| ------------------ | ---- | ------ |
| Nombre de persones | 260  | 257    |
| Diferència         |      | −1,15% |